# Guy Timmerman
Guy Timmerman (Gentbrugge, 6 november 1965) is een Belgisch beeldend kunstenaar. Hij woont en werkt in Melle, België.

## Biografie
Guy Timmerman is afkomstig uit Gentbrugge. Hij studeerde tussen (1979) en (1987) aan het Sint-Lucas Instituut in Gent, alsook aan de Koninklijke Academie voor Schone Kunsten van Gent te Gent en vervolgens aan het Nationaal Hoger Instituut voor Schone Kunsten. Tijdens die periode won hij prijzen zoals de beeldhouwonderscheiding van de Stad Westerlo en de eerste prijs voor Beeldhouwkunst van RVS Verzekeringen. 
Sinds 1997 is hij docent in de Beeldhouwklas aan de Stedelijke Academie voor Beeldende Kunsten van Gent. 
Vanaf 1998 is hij zelfstandig beeldend kunstenaar. Intussen heeft hij ongeveer een tiental beelden in de openbare ruimte staan doorheen België en Nederland. 